# Elecciones generales de Brasil de 2006

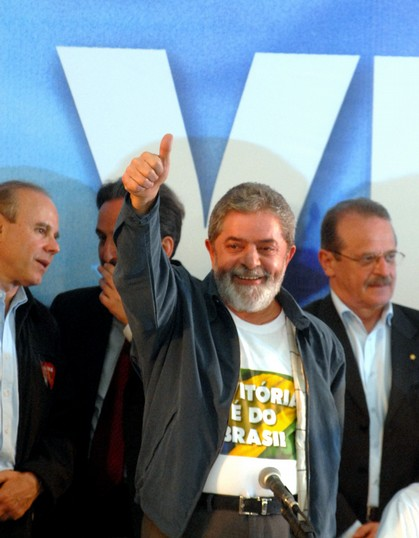
Lula celebrando su victoria en la segunda vuelta.

Las elecciones generales de Brasil de 2006 se celebraron el domingo 1 de octubre de dicho año, para elegir al presidente de la república y a un nuevo parlamento, así como a los gobernadores de los estados brasileños y a sus respectivas asambleas legislativas, unos 1059 diputados estatales. En total se presentaron 19 619 candidatos, ocho a la presidencia, 213 a gobernador, 236 a senador, 5525 a diputado federal, 12 945 a diputado estatal y 692 a diputado distrital de un total de 29 partidos políticos.
Estas elecciones fueron las segundas totalmente digitalizadas del país. Se instalaron 432 000 urnas electrónicas en los 91 244 colegios electorales, 207 en el exterior del país. El voto electrónico agiliza el proceso, tanto a la hora de votar como en el escrutinio. El voto en Brasil es obligatorio, por lo que los electores debían justificar su ausencia si no podían acudir a votar. A pesar de esto, hubo una abstención considerable; en la primera vuelta, por ejemplo, se situó en el 17.74 % de los votos.
Las elecciones presidenciales fueron ganadas en la primera vuelta por Luiz Inácio Lula da Silva. Sin embargo, Lula no obtuvo más del 50 % de los votos, por lo que se enfrentó el domingo 29 de octubre al segundo candidato con más votos, que fue Geraldo Alckmin. Esa votación también fue ganada por Lula, con un 60 % de los votos, obteniendo así la reelección como presidente de Brasil.
Las elecciones legislativas fueron ganadas por número de votos por el Partido de los Trabajadores de Lula, pero el partido que obtuvo más diputados fue el Partido del Movimiento Democrático Brasileño (PMDB). En cuanto a senadores, se eligieron 27, repartidos entre doce partidos. El partido que más senadores consiguió fue el Partido del Frente Liberal con seis.
Por último, en las elecciones estatales, el PMDB consiguió siete gobernadores, seguido del Partido de la Social Democracia Brasileña con seis. Otros seis partidos consiguieron al menos un gobernador: el Partido de los Trabajadores, el Partido Socialista Brasileño, el Partido Democrático Laborista, el Partido Popular Socialista, el Partido del Frente Liberal y el Partido Progresista.
Todos los cargos elegidos comenzaron su mandato efectivo el 1 de enero de 2007.

## Antecedentes
En 1964, un golpe de Estado derrocó al gobierno democrático, instalándose un gobierno militar que eliminó el pluralismo político, permitiendo posteriormente un bipartidismo entre un partido oficialista, la ARENA, y un opositor, el MDB. En la década de los ochenta el bipartidismo desapareció, consiguiendo la oposición las primeras victorias electorales, a nivel municipal e incluso en el parlamento, representada por partidos como el PMDB o el PFL. El partido oficialista cambió varias veces de nombre hasta convertirse en el actual Partido Progresista.
Las elecciones presidenciales de 1989 fueron las primeras directas por casi treinta años. En ellas, Fernando Collor de Mello ganó de forma ajustada en la segunda vuelta a Luiz Inácio Lula da Silva, líder del izquierdista Partido de los Trabajadores creado en 1982. En las elecciones legislativas del año siguiente, el PMDB se consolidó como primer partido seguido del PFL. En 1992 el presidente Collor de Mello fue destituido por corrupción, asumiendo el poder el vicepresidente Itamar Franco de forma interina. En 1994, Fernando Henrique Cardoso ganó las elecciones con mayoría absoluta bajo el paraguas de una gran coalición entre su partido, el PSDB, y el PFL. Cuatro años después revalidó su cargo, también sin necesidad de segunda vuelta.
En las elecciones generales del año 2002, Lula ganó en la segunda vuelta derrotando a José Serra. Obtuvo un 61.3 % de los votos. El partido de Lula, ganó las elecciones al congreso con el 18.4 % de los votos. Consiguió, entonces, 91 diputados de un total de 513. Por ello, se formó una coalición entre diversos partidos de izquierda radical y moderada que sostuvo el gobierno de Lula. A principios de 2005, dos de los principales aliados del gobierno, el Partido Popular Socialista y el PMDB, lo abandonaron. La debilidad del gobierno quedó patente al perder la presidencia de la Cámara de Diputados, aunque la recuperarían posteriormente. Además ese mismo año salió a la luz el Escándalo de las mensualidades en el PT, causando sucesivas dimisiones y cambios en el gobierno. La popularidad del presidente bajó, debiendo destituir a varios sospechosos de corrupción. La falta de apoyos lo obligó además a incluir de nuevo al PMDB en el gobierno. De cualquier forma, una comisión del Congreso sobre la corrupción, que inculpó a numerosos políticos de primera fila, no acusó directamente a Lula. En esa legislatura, muchos políticos abandonaron el PT creando otros nuevos partidos, que incluso se presentarían a estas elecciones presidenciales como Heloísa Helena. Además se preveía un futuro incierto, puesto que fuera quien fuera el ganador, debería encontrar suficientes apoyos en un Congreso con muchos partidos y posibles coaliciones.

## Sistema electoral
Desde 1994, como resultado de una enmienda constitucional que redujo el mandato del presidente y de los gobernadores a cuatro años, todas las elecciones nacionales, estatales y parlamentarias coinciden en la misma fecha. Las elecciones del presidente y de los gobernadores de cada estado se realizan a dos vueltas. Si en la primera un candidato no ha obtenido la mitad de los votos más uno se realiza una segunda vuelta entre los dos candidatos más votados. Las elecciones legislativas, tanto a nivel federal como estatal, son muy similares, salvo por el hecho de que se realizan a una única vuelta. Por ejemplo, en Sergipe se eligieron ocho diputados, siendo aquellos que consiguieron más votos entre los 48 candidatos totales. Por tanto, los diputados no necesitan el 50 % de los votos. Siguiendo el ejemplo, el más votado de Sergipe fue Eduardo Alves do Amorim, del PSC, con tan sólo el 11 % de los votos. A nivel estatal, con las Asambleas Legislativas de cada región, sucede igual, los candidatos más votados son designados automáticamente sin necesidad de segunda vuelta.
En las elecciones a la Cámara de Diputados se usa un sistema de listas cerradas de partidos políticos, pero el votante puede elegir dar un voto a toda la lista o a una sola persona de dicha candidatura.

## Elecciones presidenciales
En la elección para el presidente y el vicepresidente tuvo que realizarse una segunda vuelta, ya que ningún candidato consiguió la mayoría absoluta. La primera votación se realizó el 1 de octubre de 2006 y la segunda vuelta se efectuó el 29 de octubre. En esta última, Lula ganó ampliamente a Alckmin por unos 20 millones de votos.

### Candidatos

#### Los grandes partidos

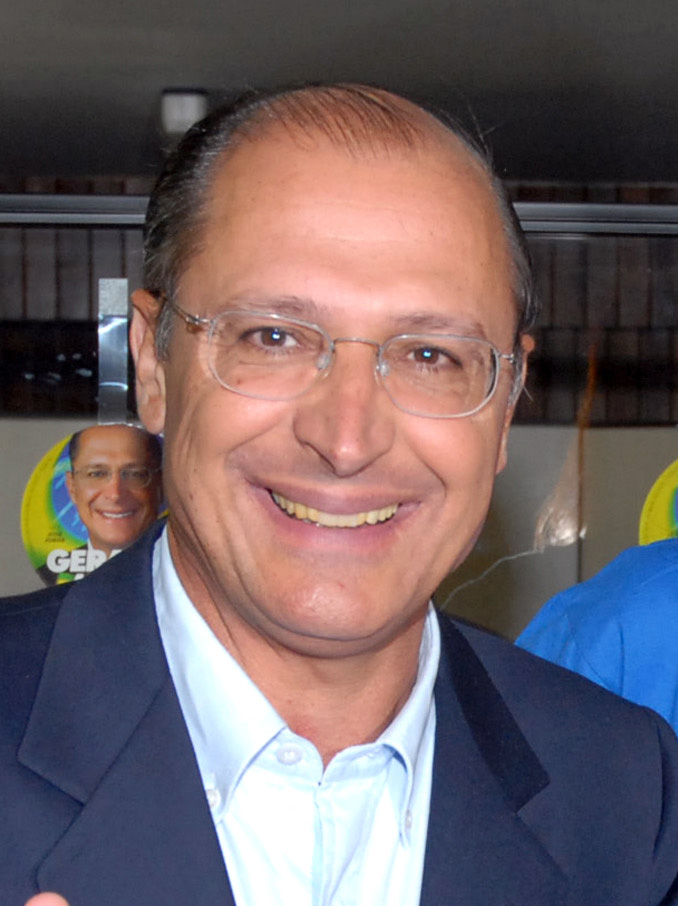
Geraldo Alckmin fue el principal rival de Lula en las elecciones.

El Partido de los Trabajadores (PT) presentó como candidato al entonces presidente, Luiz Inácio Lula da Silva, candidato del partido desde 1989. Su candidatura fue registrada oficialmente el 5 de julio, aunque ya se había anunciado previamente el 24 de junio.
Geraldo Alckmin fue el candidato del Partido de la Social Democracia Brasileña (PSDB), principal partido de la oposición. Antes que Alckmin hubo otros potenciales candidatos, como José Serra, candidato en 2002, o Aécio Neves, gobernador de Minas Gerais. La candidatura de Alckmin fue confirmada el 11 de junio en la Convención Nacional de su partido.
El Partido del Movimiento Democrático Brasileño (PMDB), otro gran partido de la política brasileña, no presentó candidato propio ni apoyó a ningún otro. La razón fue el enfrentamiento interno del partido, especialmente entre Anthony Garotinho, exgobernador del estado de Río de Janeiro y Germano Rigotto, gobernador antes de las elecciones de Rio Grande do Sul. Garotinho ya había sido candidato a las elecciones en 2002, aunque por el Partido Socialista Brasileño, consiguiendo el tercer lugar con el 17.9 % de los votos válidos. Rigotto se retiró prontamente de la pugna, dedicándose a las elecciones estatales. En cualquier caso, una parte del partido se decantó por no presentar candidato propio y, en cambio, apoyar a alguno de los otros dos grandes partidos. El presidente del partido, Michel Temer, puso de relieve que unirse a una coalición, decantándose por Alckmin, obligaría a realizarla en todos los estados en las elecciones a las gobernadorías. La colaboración PMDB-PSDB en algunos territorios sería casi imposible. Demostrando la división del partido, el ministro Tarso Genro dijo que «soñaba» con ser el vicepresidente de Lula y que incluso apoyaría antes a Alckmin que a su compañero de partido Garotinho. El 12 de mayo de 2006, el tribunal electoral afirmó que los designios de la convención del partido en 2004 (que obligaban a tener candidato propio) eran legales. Esto fue un espaldarazo para Garotinho que ya había ganado unas elecciones previas en el partido que fueron consideradas ilegales y se convirtieron en una «consulta informal». Tras la sentencia, el 23 de mayo, Pedro Simon remarcó su intención de presentarse, contando con el apoyo de Garotinho que había desistido ya a presentarse él mismo. El 25 de mayo Pedro Simon lanzó su candidatura con Garotinho como vicepresidente. Las encuestas les daban poco más del 2 %. Ante las escasas posibilidades electorales, el partido rechazó la candidatura de Simon, impidiéndole presentarse fijando la fecha de la convención que podría elegir candidato más tarde de la fecha límite para presentarlo. Simon recurrió a la justicia, pero sus propios defensores lo fueron abandonando. Finalmente, el 14 de junio, presionado por la cúpula de su partido, Simon desistió, quedando sin candidato el PMDB.

#### Los partidos menores
Entre los candidatos menores destacaba Heloísa Helena del Partido Socialismo y Libertad a la que las encuestas otorgaban un tercer puesto. Su candidato a vicepresidente fue César Benjamin. La candidatura de Helena fue confirmada el 24 de mayo, aunque había sido lanzada dos años antes al formarse el PSOL. Hubo otros cuatro candidatos: Cristovam Buarque del Partido Democrático Laborista (Jefferson Peres como vicepresidente), José Maria Eymael del Partido Social Demócrata Cristiano (José Paulo da Silva Neto como vicepresidente), Ana Maria Rangel del Partido Republicano Progresista y Luciano Bivar del Partido Social Liberal (João Américo de Souza como vicepresidente).
La candidatura de Ana Maria Rangel fue la más problemática. Su partido la expulsó por «dañar sus siglas». Afirmaron que su candidatura era ilegal por no contar ni con vicepresidente ni con apoyo de ningún partido. Sin embargo, el Tribunal Superior Electoral aceptó la candidatura de Rangel el 20 de septiembre, aunque sin derecho a horario electoral por las impugnaciones de su antigua formación.

#### Coaliciones

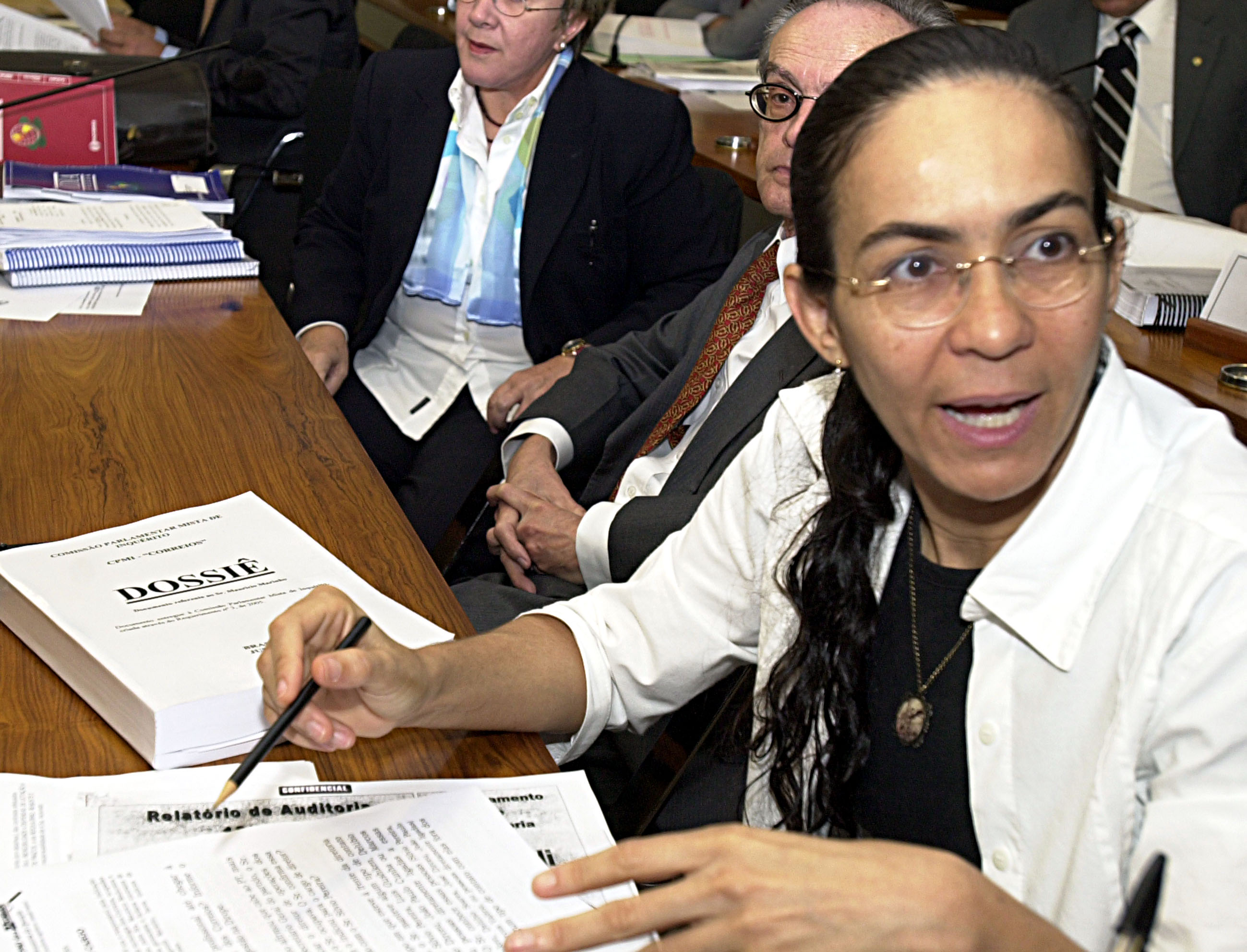
Heloísa Helena, antigua integrante del Partido de los Trabajadores, formó el Frente de Izquierdas que reunía a su partido, PSOL, al Partido Socialista Unificado de los Trabajadores y al Partido Comunista Brasileño

La candidatura de Lula fue apoyada oficialmente por el Partido Republicano Brasileño y el Partido Comunista de Brasil. Los tres partidos formaron la coalición La Fuerza del Pueblo. El Partido Liberal y el Partido Socialista Brasileño pidieron también el voto para Lula. En comparación con las anteriores elecciones la candidatura de Lula perdió el apoyo de tres partidos. Dejaron de apoyarle el Partido Comunista Brasileño (que apoya a Heloísa Helena), el Partido de la Movilización Nacional y el Partido Verde. Este último partido barajó la idea de presentar candidato propio, pero finalmente no lo hizo y decidió no apoyar a ningún otro candidato. El vicepresidente de la candidatura de Lula, José Alencar, es uno de los fundadores del Partido Republicano Brasileño.
Alckmin fue respaldado por la Coalición por un Brasil Decente. Aparte de por su partido, estaba formada por el Partido del Frente Liberal (PFL). José Jorge de Vasconcelos Lima, del PFL, fue el vicepresidente de esta candidatura. El Partido Popular Socialista apoyó a Alckmin sin entrar en la coalición. Este partido se opuso a Lula pese a ser al principio de la legislatura aliado suyo. Su apoyo a Alckmin se debió en gran parte a que su candidato presidencial en las dos últimas convocatorias, Ciro Gomes, fue expulsado de la cúpula del partido por no abandonar el gobierno del presidente Lula. Otros líderes del partido, como el gobernador Blairo Maggi, también fueron apartados por seguir apoyando a Lula. El PPS también se planteó presentar candidato propio. De hecho, lanzó a su presidente, Roberto Freire, como precandidato en abril de 2005. Una serie de denuncias obligaron a Freire a renunciar e incluso anunció su decisión de abandonar la política. Sin embargo, dos días después, se presentó como suplente de Jarbas Vasconcelos para el Senado.
Por su parte, Heloísa Helena formó el Frente de Izquierdas. La coalición incluía a su partido, el PSOL, al Partido Socialista Unificado de los Trabajadores y al Partido Comunista Brasileño. Su principal argumento electoral fue que el gobierno de Lula había traicionado el programa que les llevó al poder en 2002. Los demás candidatos no formaron ninguna coalición, contando tan sólo con el apoyo de su propio partido.

#### Candidaturas denegadas o retiradas

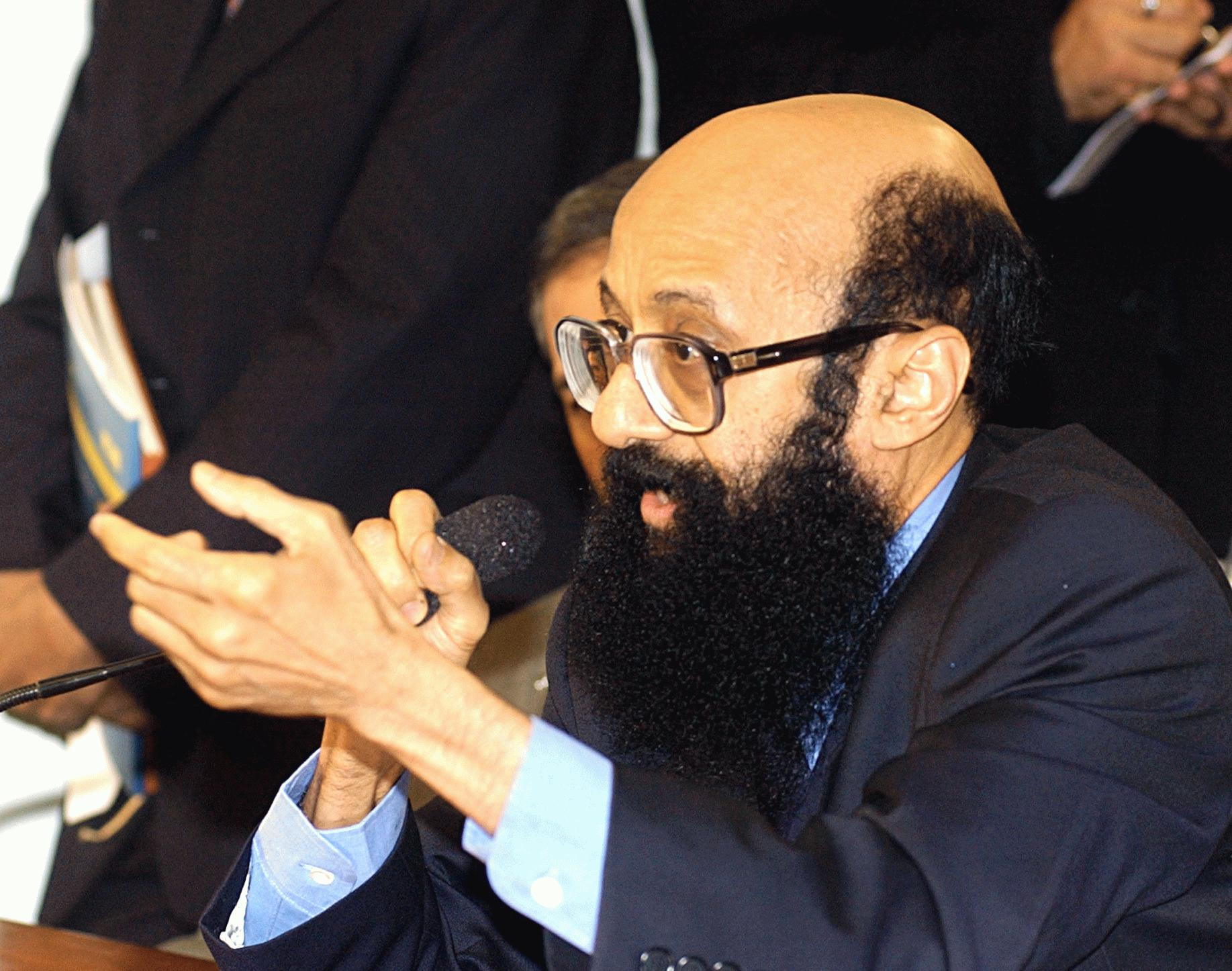
Enéas Carneiro, tercer candidato más votado en 1994, no se presentó por problemas de salud. Moriría en mayo de 2007.

El Tribunal Superior Electoral denegó el registro de 1671 candidatos. Se denegaron por no presentar el aval necesario, por encausamiento judicial u otras consideraciones del Tribunal. De cualquier forma, en ese total se cuentan políticos de partidos que ya tenían candidato, como José Raimundo de Albuquerque Faria del PSDB, de partidos que apoyaban informalmente a algún candidato, como Carlos Rosa de Lima del Partido Popular Socialista, y de partidos que habían decidido no presentar candidatos como Romero Cesar da Cruz Peixoto del Partido Verde. También hubo partidos que intentaron presentar candidaturas, pero estas fueron denegadas por intervención directa del Tribunal. Fue el caso del Partido de los Retirados de la Nación y del Partido Laborista de Brasil.
Un caso especial fue el candidato Rui Costa Pimenta, que ya se había presentado a las elecciones de 2002. El Tribunal Supremo impugnó su candidatura por problemas en la financiación de su campaña en las anteriores elecciones. Aunque se le pudo votar el día de las elecciones, los sufragios fueron considerados nulos, apareciendo en el registro como si no hubiera obtenido ningún voto.
Otro político que ya se había presentado en anteriores elecciones, Enéas Carneiro, del Partido de la Reconstrucción del Orden Nacional, retiró su candidatura a la presidencia antes de enfrentarse al registro por problemas de salud. Se conformó con una candidatura a la Cámara de Diputados de Brasil. Se presentó en 1989, 1994 y 1998. En 1994 quedó en tercer lugar con más de cuatro millones de votos gracias a un discurso muy nacionalista y directo, caracterizado por la frase Meu nome é Eneas.

### Encuestas
Antes de las elecciones se realizaron diversos sondeos de opinión que reflejaron el posible sentido de voto de la ciudadanía. En el último mes antes de las elecciones se publicaron seis encuestas principales, todas con un margen de error entre dos y tres puntos porcentuales. La primera, del Grupo Ibope, publicada el 8 de septiembre, situó a Lula con el 48 % de los votos, Alckmin con el 27 % y Helena con el 9 %. Los indecisos se situaron en el 8 %. La siguiente encuesta, también de Ibope, publicada el 21 de septiembre redujo el campo de indecisos al 4% creciendo la intención de voto de Alckmin en tres puntos. El 30 de septiembre el Instituto Data Folha publicó la última encuesta con todos los candidatos, situando a Alckmin con el 35 % de los votos, reduciendo distancias con Lula, que se mantuvo en el 49 %.
El 22 de septiembre se publicó la primera encuesta con sólo dos candidatos, los favoritos Lula y Alckmin. La encuesta, que fue realizada por el Grupo Ibope, otorgaba la victoria a Lula con el 50 % de los votos, pero dejando un amplio espectro de indecisos (9 %). Por su parte, la encuesta de Data Folha, publicada el 27 de septiembre, apenas difería de la del Grupo Ibope. La última encuesta con los dos candidatos principales, del 30 de septiembre, redujo la ventaja de Lula a sólo cinco puntos, con un 49 % frente al 44 % de Alckmin, aún con un alto número de indecisos (7 %). Esta última encuesta fue obra del Instituto Data Folha.
Las encuestas realizadas antes de la segunda vuelta daban a Lula un 62 % de los votos, bajando Alckmin al 38 %.

### Campaña electoral

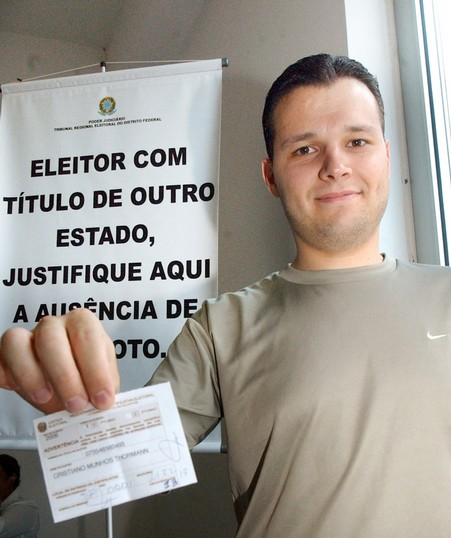
Votante justificando su ausencia del estado donde tendría que votar.

La campaña electoral de los candidatos tuvo como eje dos aspectos: los debates, de los cuales hubo siete, y el horario electoral donde cada candidato podía explicar su programa y pedir el voto a su candidatura. La campaña se centró en la televisión debido a los escándalos de corrupción. El gobierno se vio obligado a establecer una ley muy restrictiva sobre la financiación de los partidos políticos.
El primer debate se produjo el 14 de agosto en TV Bandeirantes con la presencia de todos los candidatos menos Lula. Los temas a debate se centraron en la educación, los impuestos, la corrupción de partidos gobernantes y la ausencia del presidente, que Heleoísa Helena criticó con «tristeza e indignación». Al día siguiente inició oficialmente el horario electoral. Geraldo Alckmin tenía más tiempo de exhibición, 10 minutos y 22 segundos, Lula tenía 7 minutos 21 segundos y Cristóvam Buarque 2 minutos 23 segundos. Los demás candidatos contaron con poco más de un minuto. El tiempo de cada candidato se otorga según los miembros que tenga cada coalición en el Congreso Nacional de Brasil.
El segundo debate se realizó el 13 de septiembre en TV Gazeta. Sólo estuvieron presentes tres candidatos, Alckmin, Helena y Buarque. Otro candidato, Eymael, aseguró que se le había impedido participar y denunció el hecho al Tribunal Superior Electoral. La ausencia de Lula fue muy comentada y se relacionó con los casos de corrupción. Buarque afirmó que el presidente tenía miedo de responder sobre la corrupción y Helena dijo que quería preguntar a Lula sobre «el enriquecimiento ilícito de su hijo». En el debate no hubo enfrentamientos entre los tres candidatos presentes. El momento de mayor tensión fue cuando Helena preguntó a Alckmin si apoyaba la reforma agraria. El «tucano» (como se conoce a los miembros del PSDB) contestó que sí, pero que no apoyaría una invasión del campo.
El último debate antes de la primera vuelta se celebró el 29 de septiembre, con los mismos protagonistas que el anterior. Realizado por TV Globo, tuvo como uno de sus temas centrales de discusión la ausencia de Lula a todos los debates, generando duras críticas de parte de los tres candidatos, especialmente de Helena y Buarque. A diferencia del anterior debate, Helena también criticó a los gobiernos anteriores por las privatizaciones, sobre todo al del tucano Fernando Henrique Cardoso.
Tras la primera vuelta, el presidente Lula cambió de estrategia. Decidió enfrentarse directamente a Alckmin, acudiendo a los debates propuestos. Hubo un primer debate entre los candidatos el 8 de octubre en TV Bandeirantes, muy agresivo y sin apenas discusiones de programas. El 19 de octubre el SBT celebró un nuevo debate entre los dos candidatos. Lula quiso marcar las diferencias entre su gobierno y el de Cardoso, siendo especialmente crítico con las privatizaciones del anterior gobierno. Mientras, Alckmin destacaba los casos de corrupción del gobierno de Lula. En la última parte del debate, ambos candidatos tuvieron un tono emocional. Lula parafraseó a Martin Luther King y Alckmin citó a Mário Covas, histórico dirigente del PSDB y predecesor de Alckmin como gobernador de São Paulo, que había fallecido años antes.
Antes de la celebración de la segunda vuelta se celebraron otros dos debates, el 23 de octubre y el 27 de octubre. Fueron realizados por Rede Record y TV Globo respectivamente. En el de TV Record, Alkcmin recrudeció sus ataques hacia Lula. Una vez más, el candidato tucano habló de la corrupción del Gobierno. El propio Lula afirmó, en las consideraciones finales, que nunca un gobierno había sido tan atacado. El último debate se centró en el votante indeciso, seleccionando ochenta electores para que preguntaran a los candidatos. Los dos candidatos adoptaron un tono agresivo, con descalificaciones continuas, para intentar atraerse el voto aún no decidido. Los temas fueron muy variados: educación, empleo, sanidad, corrupción, etc.
En el cierre de la campaña Lula partía como máximo favorito tras ir ascendiendo en las encuestas a lo largo del mes de octubre. El día previo a las elecciones se mostró confiado y seguro de su victoria. Sin embargo, Alckmin aún tenía esperanzas de dar la vuelta a los sondeos. El mismo día de las elecciones Alckmin seguía confiando en su victoria, afirmando en São Paulo, donde votó, que «lo que vale no es la encuesta, es el voto en la urna». Lula, que también votó en São Paulo, agradeció al pueblo brasileño «el momento mágico que vive la democracia».

### Resultados

Primera ronda resultados:
Estados donde Lula ganó
Estados donde Alckmin ganó.

La primera vuelta de las elecciones presidenciales se realizó el 1 de octubre. Lula venció, pero no consiguió superar el 50 % de los votos, condición necesaria para ser designado presidente, por lo cual tuvo que enfrentarse a Alkcmin en una segunda vuelta el 29 de octubre. En ella, Lula ganó de nuevo, superando el 60 % de los votos y consiguiendo su reelección como presidente de Brasil.
En la primera vuelta Lula venció en dieciséis estados (Alagoas, Amapá, Amazonas, Bahía, Ceará, Espírito Santo, Maranhão, Minas Gerais, Pará, Paraíba, Pernambuco, Piauí, Río de Janeiro, Rio Grande do Norte, Sergipe y Tocantins) y Alckmin en el resto (Acre, Goiás, Mato Grosso, Mato Grosso do Sul, Paraná, Rio Grande do Sul, Rondônia, Roraima, Santa Catarina, São Paulo) y en el distrito federal. Como se puede observar en el primer mapa de la derecha, Lula ganó en el norte, menos Roraima, Rondônia y Acre, y estes, mientras que Alckmin triunfó en el sudoeste y centro-oeste. En otro orden, en la circunscripción del exterior del país ganó Alckmin a Lula por dos mil votos.
El resto de candidatos no consiguió la victoria en ningún estado. Heloísa Helena quedó en tercer lugar, superando los seis millones y medio de votos. Cristovam Buarque quedó en cuarto lugar, con dos millones y medio de votos. Más lejos quedaron el resto de candidatos: Ana María Rangel logró superar los 125.000 votos pero José María Eymael y Luciano Bivar apenas superaron los 60.000 votos.

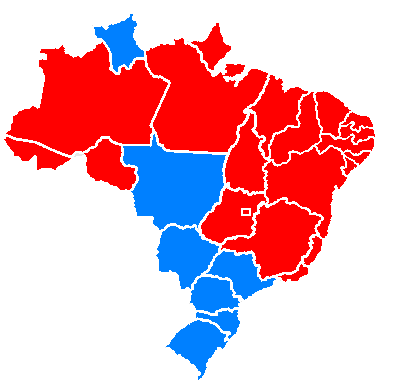
Según los resultados de la 2ª vuelta:
Estados donde ganó Lula (19 + DF)
Estados donde venció Alckmin (7)

En la segunda vuelta Lula venció en 19 estados, tres más que en la primera vuelta (Goias, Rondônia y Acre), como se puede ver en el segundo mapa de la derecha. En general Alckmin bajó en más de dos millones de votos, mientras que Lula ascendió en casi doce millones de votos. En comparación con su primera victoria, Lula subió 5 522 567 en votos pero bajó en porcentaje ligeramente. Desde la vuelta de las elecciones presidenciales directas en 1989 ha sido el segundo mayor porcentaje del vencedor en la segunda vuelta.

#### Reacciones
El 29 de octubre, a las 17:00 hora local, los colegios electorales fueron cerrados. Al utilizarse urnas electrónicas el escrutinio fue muy rápido. A las 19:00 ya se supo que Lula había ganado las elecciones. A las 21:30, el derrotado Geraldo Alckmin realizó unas declaraciones reconociendo la victoria de Lula. Añadió que la derrota forma parte de la democracia. Acompañado de su mujer destacó como relevante que no hubiera ocurrido ningún incidente grave durante la campaña. Además deseó a Lula un buen gobierno por el bien de los brasileños. Por su parte, el líder del partido de Alckmin, el PSDB, anunció «una oposición dura y enérgica».
El presidente reelecto, Lula, agradeció en un comunicado el apoyo recibido, destacando todo lo que a su juicio había hecho bien el gobierno. Añadió que la victoria no era suya ni de ningún partido, sino del pueblo brasileño. En el mismo comunicado elogió la rapidez del proceso electoral.
El presidente reelecto recibió también las felicitaciones de otros presidentes y jefes de gobierno, como Evo Morales que felicitó a Lula nada más conocerse su victoria, recalcando que se fortalecerían la cooperación y los acuerdos entre Bolivia y Brasil. Aparte de gobiernos también saludaron la victoria de Lula otros grupos como las FARC y organizaciones mundiales como la FIFA.

#### Tabla de resultados
| Canadidato a Presidente             | Canadidato a Presidente   | Partido                   | Candidato a Vicepresidente | Partido                   | Primera vuelta | Primera vuelta | Segunda vuelta | Segunda vuelta |
| Canadidato a Presidente             | Canadidato a Presidente   | Partido                   | Candidato a Vicepresidente | Partido                   | Votos          | %              | Votos          | %              |
| ----------------------------------- | ------------------------- | ------------------------- | -------------------------- | ------------------------- | -------------- | -------------- | -------------- | -------------- |
|                                     | Luiz Inácio Lula da Silva | PT                        | José Alencar               | PL                        | 46 662 365     | 48.61          | 58 295 042     | 60.83          |
|                                     | Geraldo Alckmin           | PSDB                      | José Jorge                 | PFL                       | 39 968 369     | 41.64          | 37 543 178     | 39.17          |
|                                     | Heloísa Helena            | PSOL                      | César Benjamin             | PSOL                      | 6 575 393      | 6.85           |                |                |
|                                     | Cristovam Buarque         | PDT                       | Jefferson Peres            | PDT                       | 2 538 844      | 2.64           |                |                |
|                                     | Ana Maria Rangel          | PRP                       | Delma Gama e Narcini       | PRP                       | 126 404        | 0.13           |                |                |
|                                     | José Maria Eymael         | PSDC                      | José Paulo Nelo            | PSDC                      | 63 294         | 0.07           |                |                |
|                                     | Luciano Bivar             | PSL                       | Américo de Souza           | PSL                       | 62 064         | 0.06           |                |                |
|                                     |                           |                           |                            |                           |                |                |                |                |
| Votos válidos                       | Votos válidos             | Votos válidos             | Votos válidos              | Votos válidos             | 95 996 733     | 91.58          | 95 838 220     | 93.96          |
| Votos en blanco                     | Votos en blanco           | Votos en blanco           | Votos en blanco            | Votos en blanco           | 2 866 205      | 2.76           | 1 351 448      | 1.33           |
| Votos nulos                         | Votos nulos               | Votos nulos               | Votos nulos                | Votos nulos               | 5 957 521      | 5.68           | 4 808 553      | 4.71           |
| Total                               | Total                     | Total                     | Total                      | Total                     | 104 820 459    | 100.00         | 101 998 221    | 100.00         |
| Registrados/Participación           | Registrados/Participación | Registrados/Participación | Registrados/Participación  | Registrados/Participación | 125 913 134    | 83.25          | 125 913 134    | 81.01          |
| Fuente: Tribunal Superior Eleitoral |                           |                           |                            |                           |                |                |                |                |

## Elecciones legislativas
El poder legislativo en Brasil es bicameral. Está compuesto por la Câmara dos Deputados y el Senado Federal. La Cámara de diputados de Brasil está formada por 513 diputados elegidos por un sistema proporcional y tiene un mandato de cuatro años. El Senado de Brasil por su parte tiene 81 senadores elegidos para un mandato de ocho años. Todas las unidades federativas de Brasil (26 estados y el distrito federal) tienen la misma representación en la cámara alta, tres senadores.

### Senado Federal
El sistema de elección de los miembros de la cámara alta del Congreso brasileño es diferente al de la Cámara de Diputados. Los senadores tienen un mandato de ocho años, el doble que los diputados. Cada cuatro años se renueva parte del senado: o bien dos tercios o bien un tercio. En las elecciones legislativas de 2002 se renovaron dos tercios por lo que en estas sólo se renovaba uno. De este modo, se eligió un senador por cada estado y por el Distrito Federal. En cada votación, el candidato más votado era designado automáticamente senador, sin necesidad de segunda vuelta.
De los 27 senadores elegidos, seis eran del Partido del Frente Liberal, cinco del Partido de la Social Democracia Brasileña, cuatro del Partido del Movimiento Democrático, tres del Partido Laborista de Brasil y dos del Partido de los Trabajadores. Los otros siete senadores pertenecían a otros tantos partidos políticos: Partido Comunista de Brasil, Partido Democrático Laborista, Partido Liberal, Partido Progresista, Partido Popular Socialista, Partido Renovador Laborista Brasileño y Partido Socialista de Brasil. Entre los senadores elegidos se encuentran dos expresidentes, Fernanco Collor de Mello y José Sarney. También había exgobernadores como Álvaro Dias y exministros como Alfredo Nascimento, en general los senadores ya tenían experiencia política de alto nivel.
El Senado mantuvo a su presidente, Renan Calheiros, en la nueva legislatura.

Mapa de los partidos de los senadores elegidos.

| Partido                            | Partido                                                 | Votos       | %      | Electos | Total | +/–   |
| ---------------------------------- | ------------------------------------------------------- | ----------- | ------ | ------- | ----- | ----- |
|                                    | Partido del Frente Liberal (PFL)                        | 21 653 812  | 32.71  | 6       | 18    | –1    |
|                                    | Partido de los Trabajadores (PTB)                       | 16 222 159  | 17.41  | 2       | 10    | –4    |
|                                    | Partido de la Social Democracia Brasileña (PSDB)        | 10 547 778  | 11.32  | 5       | 14    | +3    |
|                                    | Partido del Movimiento Democrático Brasileño (PMDB)     | 10 148 024  | 10.89  | 4       | 16    | –3    |
|                                    | Partido Comunista de Brasil (PCdoB)                     | 6 364 019   | 6.83   | 1       | 2     | +2    |
|                                    | Partido Democrático Laborista (PDT)                     | 5 023 041   | 5.39   | 1       | 5     | –     |
|                                    | Partido Progresista (PPB)                               | 4 228 431   | 4.54   | 1       | 1     | –     |
|                                    | Partido Laborista Brasileño (PTB)                       | 2 676 469   | 2.87   | 3       | 4     | +1    |
|                                    | Partido Socialista Brasileño (PSB)                      | 2 143 355   | 2.30   | 1       | 3     | –1    |
|                                    | Partido Verde (PV)                                      | 1 425 765   | 1.53   | 0       | 0     | –     |
|                                    | Partido Popular Socialista (PPS)                        | 1 232 571   | 1.32   | 1       | 1     | –     |
|                                    | Partido Liberal (PL)                                    | 696 501     | 0.75   | 1       | 3     | –     |
|                                    | Partido Renovador Laborista Brasileño (PRTB)            | 644 111     | 0.69   | 1       | 1     | +1    |
|                                    | Partido Socialismo y Libertad (PSOL)                    | 351 527     | 0.38   | 0       | 1     | Nuevo |
|                                    | Partido Republicano Brasileño (PRB)                     | 264 155     | 0.28   | 0       | 2     | Nuevo |
|                                    | Partido Socialista de los Trabajadores Unificado (PSTU) | 196 636     | 0.21   | 0       | 0     | –     |
|                                    | Partido Social Cristiano (PSC)                          | 131 548     | 0.14   | 0       | 0     | –     |
|                                    | Partido Laborista de Brasil (PTdoB)                     | 69 923      | 0.07   | 0       | 0     | –     |
|                                    | Partido de la Reconstrucción del Orden Nacional (PRONA) | 69 640      | 0.07   | 0       | 0     | –     |
|                                    | Partido Comunista Brasileño (PCB)                       | 62 756      | 0.07   | 0       | 0     | –     |
|                                    | Partido Socialdemócrata Cristiano (PSDC)                | 53 025      | 0.06   | 0       | 0     | –     |
|                                    | Partido Social Liberal (PSL)                            | 46 542      | 0.05   | 0       | 0     | –     |
|                                    | Partido Laborista Cristiano (PTC)                       | 39 690      | 0.04   | 0       | 0     | –     |
|                                    | Partido de la Causa Obrera (PCO)                        | 27 476      | 0.03   | 0       | 0     | –     |
|                                    | Partido Humanista de la Solidaridad (PHS)               | 24 940      | 0.03   | 0       | 0     | –     |
|                                    | Partido Republicano Progresista (PRP)                   | 12 954      | 0.01   | 0       | 0     | –     |
|                                    | Partido de la Movilización Nacional (PMN)               | 12 925      | 0.01   | 0       | 0     | –     |
|                                    | Partido Laborista Nacional (PTN)                        | 11 063      | 0.01   | 0       | 0     | –     |
|                                    | Partido de los Retirados de la Nación (PAN)             | 2969        | 0.00   | 0       | 0     | –     |
|                                    |                                                         |             |        |         |       |       |
| Votos válidos                      | Votos válidos                                           | 93 184 830  | 88.93  | –       | –     | –     |
| Votos en blanco                    | Votos en blanco                                         | 6 575 581   | 6.28   | –       | –     | –     |
| Votos nulos                        | Votos nulos                                             | 5 018 340   | 4.79   | –       | –     | –     |
| Total                              | Total                                                   | 104 778 757 | 100.00 | 27      | 81    | 0     |
| Votantes registrados/participación | Votantes registrados/participación                      | 125 827 119 | 83.27  | +1.00   | +1.00 | +1.00 |
| Fuente: Recursos Electorales       |                                                         |             |        |         |       |       |

#### Lista de senadores electos en cada Estado
| Bandera | Estado               | UF | Senadores             | Partido | Suplentes             |
| ------- | -------------------- | -- | --------------------- | ------- | --------------------- |
|         | Acre                 | AC | Tião Viana            | PT      | Aníbal Diniz          |
|         | Alagoas              | AL | Fernando Collor       | PRTB    | Euclides de Melo      |
|         | Amapá                | AP | José Sarney           | PMDB    | Salomão Alcolumbre    |
|         | Amazonas             | AM | Alfredo Nascimento    | PL      | João Pedro Costa      |
|         | Bahía                | BA | João Durval           | PDT     | Eliel Santana         |
|         | Ceará                | CE | Inácio Arruda         | PCdoB   | Raimundo Noronha      |
|         | Distrito Federal     | DF | Joaquim Roriz         | PMDB    | Gim Argello           |
|         | Espírito Santo       | ES | Renato Casagrande     | PSB     | Ana Rita Esgario      |
|         | Goiás                | GO | Marconi Perillo       | PSDB    | Cyro Gifford          |
|         | Maranhão             | MA | Epitácio Cafeteira    | PTB     | Afonso Ribeiro        |
|         | Mato Grosso          | MT | Jaime Campos          | PFL     | Luiz Antônio Pagot    |
|         | Mato Grosso del Sur  | MS | Marisa Serrano        | PSDB    | Antônio Russo Neto    |
|         | Minas Gerais         | MG | Eliseu Resende        | PFL     | Clésio Andrade        |
|         | Pará                 | PA | Mário Couto           | PSDB    | Demétrius Ribeiro     |
|         | Paraíba              | PB | Cícero Lucena         | PSDB    | Carlos Dunga          |
|         | Paraná               | PR | Álvaro Dias           | PSDB    | Wilson Matos          |
|         | Pernambuco           | PE | Jarbas Vasconcelos    | PMDB    | Roberto Freire        |
|         | Piauí                | PI | João Vicente Claudino | PTB     | João Hilton Fernandes |
|         | Río de Janeiro       | RJ | Francisco Dornelles   | PP      | Pércicles de Paula    |
|         | Río Grande del Norte | RN | Rosalba Ciarlini      | PFL     | Garibaldi Alves       |
|         | Río Grande del Sur   | RS | Pedro Simon           | PMDB    | Elói Guimarães        |
|         | Rondônia             | RO | Expedito Júnior       | PPS     | Alberto Lanzarin      |
|         | Roraima              | RR | Mozarildo Cavalcanti  | PTB     | Luiz Fernando Santoro |
|         | Santa Catarina       | SC | Raimundo Colombo      | PFL     | Casildo Maldaner      |
|         | São Paulo            | SP | Eduardo Suplicy       | PT      | Carlos de Castro      |
|         | Sergipe              | SE | Maria do Carmo Alves  | PFL     | Virginio de Carvalho  |
|         | Tocantins            | TO | Kátia Abreu           | PFL     | Marco Antônio Costa   |

### Cámara de Diputados

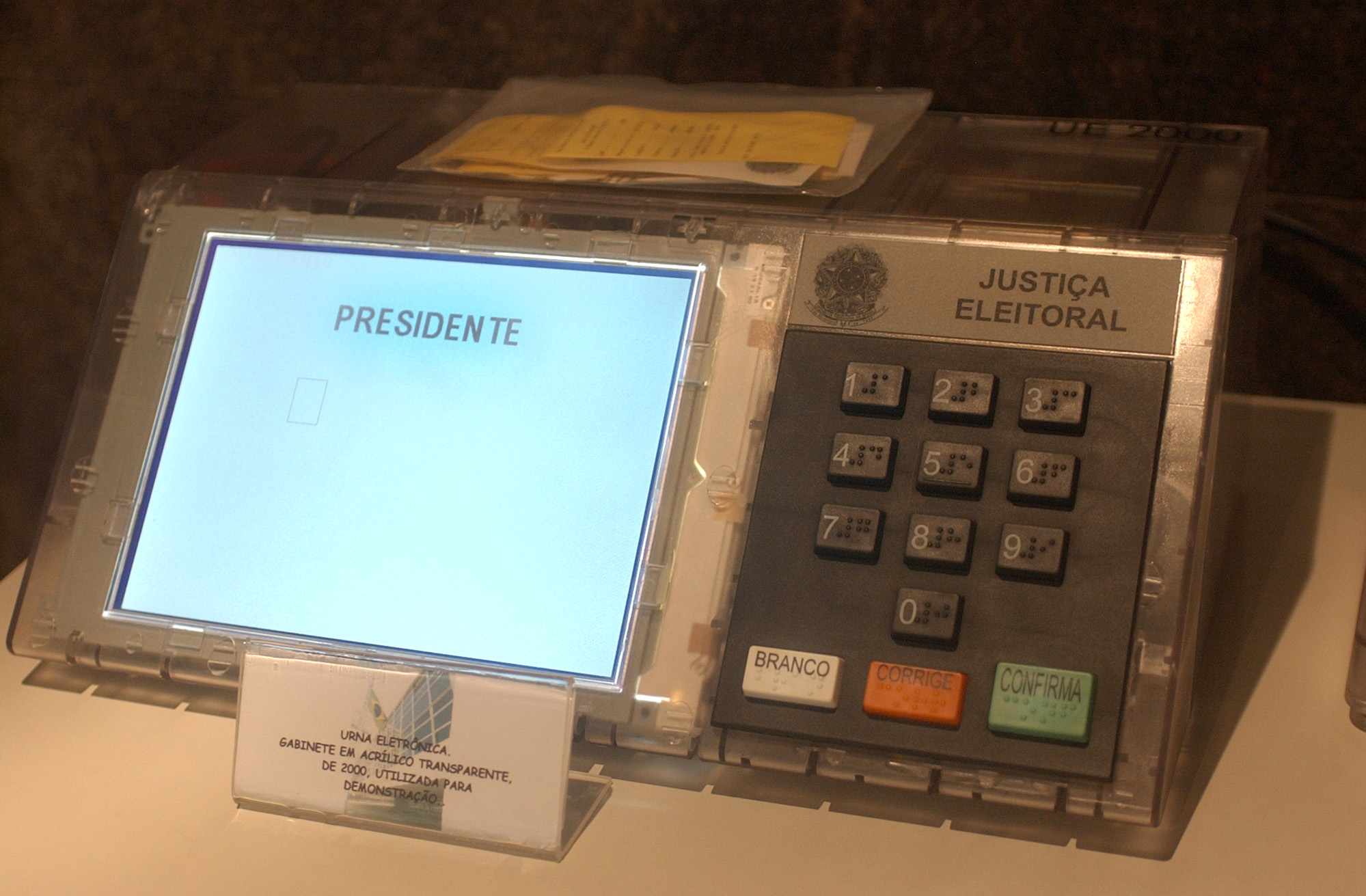
Urna electrónica utilizada para la votación.

Las elecciones a la cámara baja del Congreso Nacional fueron ganadas, por número de votos, por el Partido de los Trabajadores, el partido de Lula. Sin embargo, el partido que obtuvo más diputados fue el opositor Partido del Movimiento Democrático Brasileño.
El sistema de elección es el siguiente: se vota directamente al candidato, no a una lista de un partido político, aunque también se puede otorgar un voto a la lista del partido. Cada estado de Brasil es una circunscripción electoral. El número de diputados por estado varía en función de la población. Por ejemplo, en São Paulo se eligieron setenta diputados mientras que en Tocantins sólo se eligieron ocho.
En comparación con las elecciones legislativas de 2002, el Partido de los Trabajadores perdió ocho diputados, el Partido de la Social Democracia Brasileña seis, el Partido del Frente Liberal diecinueve, el Partido Progresista siete, el Partido Laborista Brasileño cuatro, el Partido Liberal tres y el Partido de la Reconstrucción del Orden Nacional cuatro.
Por el lado contrario, subieron el Partido del Movimiento Democrático Brasileño en quince, el Partido Socialista Brasileño en cinco, el Partido Democrático Laborista en tres, el Partido Popular Socialista en seis, el Partido Verde en ocho, el Partido Comunista del Brasil en uno, el Partido Social Cristiano en ocho y el Partido de la Movilización Nacional en dos.
Hubo otros partidos que obtuvieron diputados en 2002 pero en estas elecciones los perdieron, ya sea por una bajada de votos o porque el partido había desaparecido. Es el caso del Partido Social Laborista, que consiguió tres diputados en las anteriores elecciones, pero se unió al Partido Liberal en 2003. También es el caso del Partido Social Democrático que tras obtener cuatro diputados se disolvió. Perdieron sus escaños el Partido Social Liberal y el Partido Socialdemócrata Cristiano pese a doblar su porcentaje de votos.
También entraron nuevos partidos en la Cámara. El Partido Socialismo y Libertad, creado en 2004, consiguió tres diputados. Además, el Partido Humanista de la Solidaridad, el Partido Laborista de Brasil, el Partido de los Retirados de la Nación y el Partido Republicano Brasileño consiguieron al menos un diputado tras fracasar en el intento en las elecciones de 2002.

Mapa de los partidos de los partidos ganadores por estado.

| Partido                            | Partido                                                 | Votos       | %      | Escaños | +/–   |
| ---------------------------------- | ------------------------------------------------------- | ----------- | ------ | ------- | ----- |
|                                    | Partido de los Trabajadores (PT)                        | 13 989 859  | 15.03  | 83      | –8    |
|                                    | Partido del Movimiento Democrático Brasileño (PMDB)     | 13 580 517  | 14.57  | 89      | +13   |
|                                    | Partido de la Social Democracia Brasileña (PSDB)        | 12 691 043  | 13.62  | 65      | –5    |
|                                    | Partido del Frente Liberal (PFL)                        | 10 182 308  | 10.93  | 65      | –19   |
|                                    | Partido Progresista (PPB)                               | 6 662 309   | 7.15   | 42      | –6    |
|                                    | Partido Socialista Brasileño (PSB)                      | 5 732 464   | 6.15   | 27      | +5    |
|                                    | Partido Democrático Laborista (PDT)                     | 4 854 017   | 5.21   | 24      | +3    |
|                                    | Partido Laborista Brasileño (PTB)                       | 4 397 743   | 4.72   | 22      | –4    |
|                                    | Partido Liberal (PL)                                    | 4 074 618   | 4.37   | 23      | –3    |
|                                    | Partido Popular Socialista (PPS)                        | 3 630 462   | 3.90   | 21      | +6    |
|                                    | Partido Verde (PV)                                      | 3 368 561   | 3.61   | 13      | +8    |
|                                    | Partido Comunista de Brasil (PCdoB)                     | 1 982 323   | 2.13   | 13      | +1    |
|                                    | Partido Social Cristiano (PSC)                          | 1 747 863   | 1.88   | 9       | +8    |
|                                    | Partido Socialismo y Libertad (PSOL)                    | 1 149 619   | 1.23   | 3       | Nuevo |
|                                    | Partido de la Reconstrucción del Orden Nacional (PRONA) | 907 494     | 0.97   | 2       | –4    |
|                                    | Partido de la Movilización Nacional (PMN)               | 875 686     | 0.94   | 3       | +2    |
|                                    | Partido Laborista Cristiano (PTC)                       | 806 662     | 0.87   | 4       | +4    |
|                                    | Partido Humanista de la Solidaridad (PHS)               | 435 328     | 0.47   | 2       | +2    |
|                                    | Partido Socialdemócrata Cristiano (PSDC)                | 354 217     | 0.38   | 0       | –1    |
|                                    | Partido Laborista de Brasil (PTdoB)                     | 311 833     | 0.33   | 1       | +1    |
|                                    | Partido de los Retirados de la Nación (PAN)             | 264 682     | 0.28   | 1       | +1    |
|                                    | Partido Republicano Brasileño (PRB)                     | 244 059     | 0.26   | 1       | Nuevo |
|                                    | Partido Republicano Progresista (PRP)                   | 233 497     | 0.25   | 0       | –     |
|                                    | Partido Social Liberal (PSL)                            | 190 793     | 0.20   | 0       | –     |
|                                    | Partido Renovador Laborista Brasileño (PRTB)            | 171 908     | 0.18   | 0       | –     |
|                                    | Partido Laborista Nacional (PTN)                        | 149 809     | 0.16   | 0       | –     |
|                                    | Partido Socialista de los Trabajadores Unificado (PSTU) | 101 307     | 0.11   | 0       | –     |
|                                    | Partido Comunista Brasileño (PCB)                       | 64 766      | 0.07   | 0       | –     |
|                                    | Partido de la Causa Obrera (PCO)                        | 29 083      | 0.03   | 0       | –     |
|                                    |                                                         |             |        |         |       |
| Votos válidos                      | Votos válidos                                           | 93 184 830  | 88.93  | –       | –     |
| Votos en blanco                    | Votos en blanco                                         | 6 575 581   | 6.28   | –       | –     |
| Votos nulos                        | Votos nulos                                             | 5 018 340   | 4.79   | –       | –     |
| Total                              | Total                                                   | 104 778 751 | 100.00 | 513     | 0     |
| Votantes registrados/participación | Votantes registrados/participación                      | 125 827 119 | 83.27  | +1.00   | +1.00 |
| Fuente: Recursos Electorales       |                                                         |             |        |         |       |

#### Consecuencias
De estas elecciones salió un parlamento muy fragmentado en el que Lula, ganador de la elección presidencial, tuvo que buscar los apoyos necesarios para poder gobernar sin contratiempos.
En la Cámara existía una cláusula de barrera que afectaba a los partidos que no superaban el 5 % de los votos, impidiéndoles disfrutar de los beneficios parlamentarios. Esta cláusula fue declarada inconstitucional por el Tribunal Supremo en diciembre de 2006. Sin embargo, antes de esta decisión judicial ya había habido movimientos en los partidos para evitarla. El Partido de los Retirados de la Nación se fusionó con el Partido Laborista Brasileño mientras que el PRONA y el Partido Liberal crearon el Partido de la República. También el Partido Popular Socialista, el Partido de la Movilización Nacional y el Partido Humanista de la Solidaridad iban a crear un nuevo partido que se denominaría Movilización Democrática, pero la decisión judicial abortó los planes, quedándose independientes los tres partidos. De no haberse declarado inconstitucional, la cláusula de barrera habría afectado a la gran mayoría de los partidos, dejando sólo siete formaciones por encima del umbral del 5 % de los votos.
Por otro lado, la debacle del Partido del Frente Liberal, al perder diecinueve diputados, llevó a sus dirigentes a modificar el nombre del partido a Demócratas. Con el cambio de nombre, los líderes del partido esperaban cambiar también sus resultados.
El 1 de febrero de 2007 la cámara eligió como presidente a Arlindo Chinaglia, del Partido de los Trabajadores, sustituyendo a Aldo Rebelo, del Partido Comunista de Brasil. En la votación, Chinaglia quedó por delante de Rebelo en la segunda vuelta por tan sólo 18 votos. Rebelo declaró tras la votación que aceptaba la decisión del plenario y que continuaría en la cámara de diputados, rechazando cualquier posibilidad de tener un cargo en el gobierno.

## Elecciones estatales

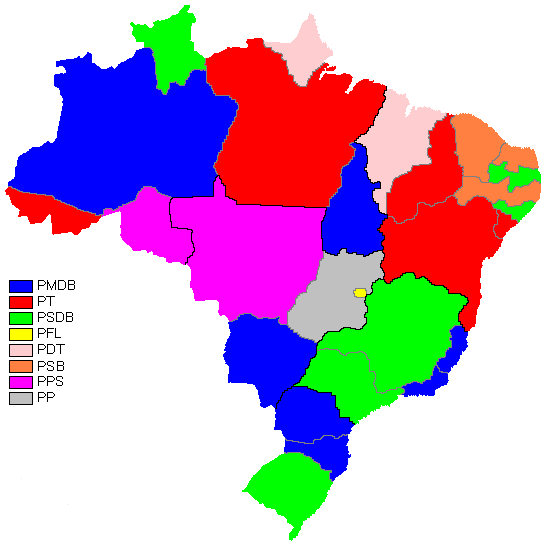
Mapa de gobernadores electos

Al mismo tiempo que las elecciones presidenciales, se celebraron elecciones a la gobernadoría y al parlamento en cada uno de los estados que componen Brasil. La mayoría de los gobernadores fueron elegidos bajo coaliciones electorales, a veces de carácter ideológico y otras puramente regionalista. Además, se renovaron los parlamentos estatales.
Los 27 puestos de gobernador se repartieron de la siguiente forma: el partido que más gobernadores consiguió fue el Partido del Movimiento Democrático Brasileño, siete. Por su parte, seis nuevos gobernadores estaban afiliados al Partido de la Social Democracia Brasileña. El Partido de los Trabajadores obtuvo cinco. El Partido Socialista Brasileño se quedó en tres gobernadores. Dos partidos consiguieron dos gobernadorías, el Partido Democrático Laborista y el Partido Popular Socialista. Por último, el Partido del Frente Liberal y el Partido Progresista obtuvieron un gobernador. Diecisiete gobernadorías se decidieron en la primera vuelta (Acre, Alagoas, Amapá, Amazonas, Bahía, Ceará, Distrito Federal, Espírito Santo, Mato Grosso, Mato Grosso do Sul, Minas Gerais, Piauí, Rondônia, Roraima, São Paulo, Sergipe y Tocantins) y el resto en la segunda vuelta (Goiás, Maranhão, Pará, Paraíba, Paraná, Pernambucano, Santa Catarina, Río de Janeiro, Rio Grande do Sul y Rio Grande do Norte). Estas elecciones fueron las primeras en las que se eligieron hasta tres gobernadoras: Wilma de Faria (PSB), Yeda Crusius (PSDB) y Ana Júlia Carepa (PT).
Una de las mayores sorpresas en las elecciones a gobernador sucedió en Rio Grande do Sul. El gobernador elegido en 2002, Germano Rigotto, que había sido uno de los posibles candidatos del PMDB a las elecciones presidenciales, era el favorito en las encuestas. Una del Correio do Povo del 23 de septiembre le otorgaba casi el 30 % de los votos. Por detrás quedaban Olívio Dutra (23 %), del PT, y Yeda Crusius (19 %) del PSDB. Sin embargo, la primera vuelta fue ganada por Crusius, dando un vuelco absoluto a las encuestas con el 33 % de los votos. El batacazo de Rigotto no paró ahí ya que incluso quedó por detrás de Dutra, por tan sólo 0.27 %, quedando fuera de la segunda vuelta.
En São Paulo, se produjo un hecho curioso, los dos candidatos del PSDB, uno a nivel presidencial (Alckmin) y otro estatal (José Serra), se sucedieron mutuamente, ya que Alckmin fue el candidato a gobernador en 2002 y Serra fue el candidato presidencial. Finalmente Serra ganaría las elecciones en el estado más poblado del país, en la primera vuelta, con más de doce millones de votos. También continuará habiendo gobernador tucano en el segundo estado más poblado, Minas Gerais. Aécio Neves consiguió la reelección con más del 77 % de los votos, fue el segundo candidato con mayor porcentaje de votos en la primera vuelta.
En el Distrito Federal, donde se encuentra la capital Brasilia, ganó José Roberto Arruda del Partido del Frente Liberal. Mientras, en Amazonas, el estado más grande por superficie de Brasil, ganó Eduardo Braga, del PMDB. Estos dos últimos candidatos no tuvieron necesidad de una segunda vuelta, aunque por poco, ya que ninguno de los dos consiguió superar el 51 % de los votos.
Las Asambleas Legislativas estatales quedaron muy atomizadas ya que los escaños se reparten siempre entre más de diez formaciones. Por ejemplo, en la Asamblea Legislativa de Roraima, compuesta por 22 diputados estatales, el partido mayoritario, PSDB, sólo tuvo 4 diputados. Estadísticamente hubo 12 817 candidaturas a diputado estatal y 689 a diputado distrital (equivalente a diputado estatal en el Distrito Federal). Los partidos que más diputados estatales obtuvieron fueron el PMDB, el PSDB, el PT y el PFL.

### Gobernadores electos
| Bandera | Estado               | UF | Gobernador                | Partido | Vicegobernador          | Coalición                                                                                 |
| ------- | -------------------- | -- | ------------------------- | ------- | ----------------------- | ----------------------------------------------------------------------------------------- |
|         | Acre                 | AC | Binho Marques             | PT      | Carlos Messias          | Frente Popular PT, PP, PL, PRTB, PMN, PSB y PCdoB                                         |
|         | Alagoas              | AL | Teotônio Vilela Filho     | PSDB    | Wanderley Neto          | Paz y desarrollo PSDB, PMDB, PPS y PTdoB                                                  |
|         | Amapá                | AP | Waldez Góes               | PDT     | Pedro Paulo             | Unión por Amapá PDT, PMDB, PP, PSC, PV y PRONA                                            |
|         | Amazonas             | AM | Eduardo Braga             | PMDB    | Omar Aziz               | Por el bien del Amazonas PMDB, PP, PTB, PRTB y PMN                                        |
|         | Bahía                | BA | Jaques Wagner             | PT      | Edmundo Santos          | La Bahía de Todos Nosotros PT, PMDB, PTB, PSB, PPS, PV, PCdoB, PMN y PRB                  |
|         | Ceará                | CE | Cid Gomes                 | PSB     | Francisco Pinheiro      | Ceará Vota Para Crecer PSB, PT, PMDB, PP, PV, PCdoB, PHS, PMN y PRB                       |
|         | Distrito Federal     | DF | José Roberto Arruda       | PFL     | Paulo Octávio           | Por amor a Brasília PFL, PP, PPS, PL, PSC, PMN, PTN y PRONA                               |
|         | Espírito Santo       | ES | Paulo Hartung             | PMDB    | Ricardo Ferraço         | Unidad Capixaba PMDB, PSDB, PFL y PTB                                                     |
|         | Goiás                | GO | Alcides Rodrigues         | PP      | Ademir Menezes          | Tiempo Nuevo PP, PSDB, PTB, PPS, PL, PV, PTN, PAN, PRTB, PHS, PMN, PRP y PTdoB            |
|         | Maranhão             | MA | Jackson Lago              | PDT     | Luís Carlos Porto       | Frente de Liberación de Maranhão PDT, PPS y PAN                                           |
|         | Mato Grosso          | MT | Blairo Maggi              | PDT     | Silval Barbosa          | Mato Grosso Unido y Justo PPS, PMDB, PFL, PP, PTB, PSB, PL, PV, PTN, PAN, PRTB, PMN y PTC |
|         | Mato Grosso del Sur  | MS | André Puccinelli          | PMDB    | Murilo Zauith           | Amor, Trabajo y Fe PMDB, PSDB, PFL, PPS, PL, PSC, PAN, PRTB, PMN, PTC y PTdoB             |
|         | Minas Gerais         | MG | Aécio Neves               | PSDB    | Antônio Anastasia       | Minas No Puede Parar PSDB, PFL, PP, PTB, PSB, PPS, PL, PSC, PHS y PAN                     |
|         | Pará                 | PA | Ana Júlia Carepa          | PT      | Odair Corrêa            | Frente Popular Cambia Pará PT, PSB, PCdoB, PRB y PTN                                      |
|         | Paraíba              | PB | Cássio Cunha Lima         | PSDB    | José Lacerda Neto       | Por amor a Paraíba PSDB, PFL, PP, PTB, PL, PTN, PTC y PTdoB                               |
|         | Paraná               | PR | Roberto Requião           | PMDB    | Orlando Pessuti         | Paraná Fuerte PMDB y PSC                                                                  |
|         | Pernambuco           | PE | Eduardo Campos            | PSB     | João Lyra Neto          | Frente Popular de Pernambuco PSB, PP, PDT, PL y PSC                                       |
|         | Piauí                | PI | Wellington Dias           | PT      | Wilson Martins          | La Victoria de la Fuerza del Pueblo PT, PTB, PSB, PL y PCdoB                              |
|         | Río de Janeiro       | RJ | Sérgio Cabral Filho       | PMDB    | Luís Fernando Pezão     | Unidos por Río PMDB, PP, PTB, PL, PSC, PMN, PAN, PTC y PRONA                              |
|         | Río Grande del Norte | RN | Wilma de Faria            | PSB     | Iberê Ferreira          | Victoria del Pueblo PSB, PT, PTB, PPS, PL, PCdoB, PHS, PMN y PTdoB                        |
|         | Río Grande del Sur   | RS | Yeda Crusius              | PSDB    | Paulo Feijó             | Río Grande Afirmativo PSDB, PFL, PPS, PL, PSC, PAN, PRTB, PHS, PTC, PTdoB y PRONA         |
|         | Rondônia             | RO | Ivo Cassol                | PPS     | João Cahulla            | El Trabajo Continua PPS, PFL, PV, PTN, PAN y PRONA                                        |
|         | Roraima              | RR | Ottomar Pinto             | PSDB    | José de Anchieta Júnior | Roraima para Todos PSDB, PFL, PP, PTB y PL                                                |
|         | Santa Catarina       | SC | Luiz Henrique da Silveira | PMDB    | Leonel Pavan            | Todos por Toda Santa Catarina PMDB, PSDB, PFL, PPS, PHS, PAN, PRTB y PTdoB                |
|         | São Paulo            | SP | José Serra                | PSDB    | Alberto Goldman         | Compromiso con São Paulo PSDB, PFL, PTB y PPS                                             |
|         | Sergipe              | SE | Marcelo Déda              | PT      | Belivaldo Chagas        | Sergipe va a Cambiar PT, PMDB, PTB, PSB, PL y PCdoB                                       |
|         | Tocantins            | TO | Marcelo Miranda           | PMDB    | Paulo Sidnei            | Alianza de la Victoria PMDB, PFL y PPS                                                    |